# Campeonato Europeo de Halterofilia de 1969
El XLVIII Campeonato Europeo de Halterofilia se celebró en Varsovia (Polonia) entre el 20 y el 28 de septiembre de 1969 bajo la organización de la Federación Europea de Halterofilia (EWF) y la Federación Polaca de Halterofilia.
El evento fue realizado en el XLIII Campeonato Mundial de Halterofilia. Los tres mejores halterófilos europeos de cada categoría recibieron las correspondientes medallas.

## Medallistas
| Evento  | Oro                                    | Plata                                 | Bronce                               |
| ------- | -------------------------------------- | ------------------------------------- | ------------------------------------ |
| 52 kg   | Vladislav Krishchishin URSS 337,5      | Vladimir Smetanin URSS 337,5          | Walter Szołtysek · Polonia · 335,0   |
| 56 kg   | Atanas Kirov Bulgaria 347,5            | Zoltan Fiat Rumania 330,0             | Norair Nurikian Bulgaria 317,5       |
| 60 kg   | Mladen Kuchev Bulgaria 385,0           | Dito Shanidze URSS 380,0              | János Benedek · Hungría · 380,0      |
| 67,5 kg | Waldemar Baszanowski · Polonia · 445,0 | János Bagócs · Hungría · 430,0        | Zbigniew Kaczmarek · Polonia · 425,0 |
| 75 kg   | Viktor Kurentsov URSS 467,5            | Gábor Szarvas · Hungría · 440,0       | Juhani Mursu · Finlandia · 437,5     |
| 82,5 kg | Károly Bakos · Hungría · 487,5         | Boris Selitski URSS 482,5             | Norbert Ozimek · Polonia · 475,0     |
| 90 kg   | Kaarlo Kangasniemi · Finlandia · 515,0 | Bo Johansson · Suecia · 500,0         | Géza Tóth · Hungría · 495,0          |
| 110 kg  | Jaan Talts URSS 547,5                  | Kauko Kangasniemi · Finlandia · 507,5 | Robert Wójcik · Polonia · 500,0      |
| +110 kg | Serge Reding · Bélgica · 570,0         | Stanislav Batishchev URSS 570,0       | Manfred Rieger RDA 537,5             |

1. 1 2 3  Fuerza (kg) + arrancada (kg) + dos tiempos (kg) = TOTAL (kg)

## Medallero
| Núm. | País      | Oro | Plata | Bronce | Total |
| ---- | --------- | --- | ----- | ------ | ----- |
| 1    | URSS      | 3   | 4     | 0      | 7     |
| 2    | Bulgaria  | 2   | 0     | 1      | 3     |
| 3    | Hungría   | 1   | 2     | 2      | 5     |
| 4    | Finlandia | 1   | 1     | 1      | 3     |
| 5    | Polonia   | 1   | 0     | 4      | 5     |
| 6    | Bélgica   | 1   | 0     | 0      | 1     |
| 7    | Rumania   | 0   | 1     | 0      | 1     |
| 7    | Suecia    | 0   | 1     | 0      | 1     |
| 9    | RDA       | 0   | 0     | 1      | 1     |
|      | TOTAL     | 9   | 9     | 9      | 27    |